# روس سميث (لاعب دارت)
روس سميث (بالإنجليزية: Ross Smith)‏ هو لاعب دارت بريطاني، ولد في 12 يناير 1989 في اتشثام ‏ في المملكة المتحدة.

## وصلات خارجية
- روس سميث على موقع DartsDatabase.co.uk (الإنجليزية)